# Shō Gokyū
Shō Gokyū (japanisch 御給 匠 Gokyū Shō; * 11. Juni 1983 in der Präfektur Mie) ist ein ehemaliger japanischer Fußballspieler.

## Karriere
Gokyū erlernte das Fußballspielen in der Schulmannschaft der Tsu Technical High School. Seinen ersten Vertrag unterschrieb er 2002 bei den Cerezo Osaka. Der Verein spielte in der zweithöchsten Liga des Landes, der J2 League. 2002 wurde er mit dem Verein Vizemeister der J2 League und stieg in die J1 League auf. Für den Verein absolvierte er acht Erstligaspiele. 2005 wechselte er zum Zweitligisten Thespa Kusatsu. Für den Verein absolvierte er 19 Ligaspiele. 2006 wechselte er zum Drittligisten Sagawa Express (heute: Sagawa Shiga FC). Für den Verein absolvierte er 64 Ligaspiele. 2008 wechselte er zum Zweitligisten Yokohama FC. Für den Verein absolvierte er 24 Ligaspiele. Danach spielte er bei den FC Machida Zelvia, Sagawa Shiga FC, SC Sagamihara und FC Osaka. Ende 2015 beendete er seine Karriere als Fußballspieler.

## Erfolge
Cerezo Osaka
- Kaiserpokal

Finalist: 2003